# Markart
Markart ist ein deutscher Familienname.

## Namensträger
- Annie Markart (1907–1991), deutsche Schauspielerin
- Georg Anton Markart (1775–1816), deutscher Chirurg und Hochschullehrer, siehe Georg Anton Markard
- Koloman Markart (1863–1933), österreichischer Politiker (SDAP)
- Mike Markart (* 1961), österreichischer Autor